# Lepadella astacicola
Lepadella astacicola is een raderdiertjessoort uit de familie Lepadellidae. De wetenschappelijke naam van deze soort is voor het eerst geldig gepubliceerd in 1926 door Hauer.